# Marxdorf (Vierlinden)
Marxdorf è una frazione del comune tedesco di Vierlinden, nel Land del Brandeburgo.

## Storia
Il 26 ottobre 2003 il comune di Marxdorf venne soppresso e fuso con i comuni di Diedersdorf, Friedersdorf e Worin, formando il nuovo comune di Vierlinden.

## Monumenti e luoghi d'interesse
Chiesa (Dorfkirche)Costruzione in pietra risalente alla metà del Duecento e restaurata nella prima metà dell'Ottocento.